# Babula
Babula je priimek več znanih oseb:
- Vladimír Babula (1919—1966), češki pisatelj
- Vlastimil Babula (*1973), češki mednarodni šahovski velemojster